# Alegeri generale în România, 2000
Alegerile generale din 2000 în România au avut loc data de 26 noiembrie 2000. Numărul alegătorilor înregistrați a fost de 17.699.727, dintre care numai 11.559.458 (65,31%) s-au exprimat.